# واسیلیفکا (شهرستان یرمکیفسکی، باشقیرستان)
واسیلیفکا (انگلیسی: Vasilyevka, Yermekeyevsky District, Republic of Bashkortostan) یک شهرک در شهرستان یرمکیفسکی استان باشقیرستان کشور روسیه است.